# Otto Sjögren (geograf)
Gustaf Otto Teodor Sjögren, född 15 juni 1881 i Films församling, Uppsala län, död 23 september 1975 i Danderyds församling, Stockholms län, var en svensk geograf.

## Biografi

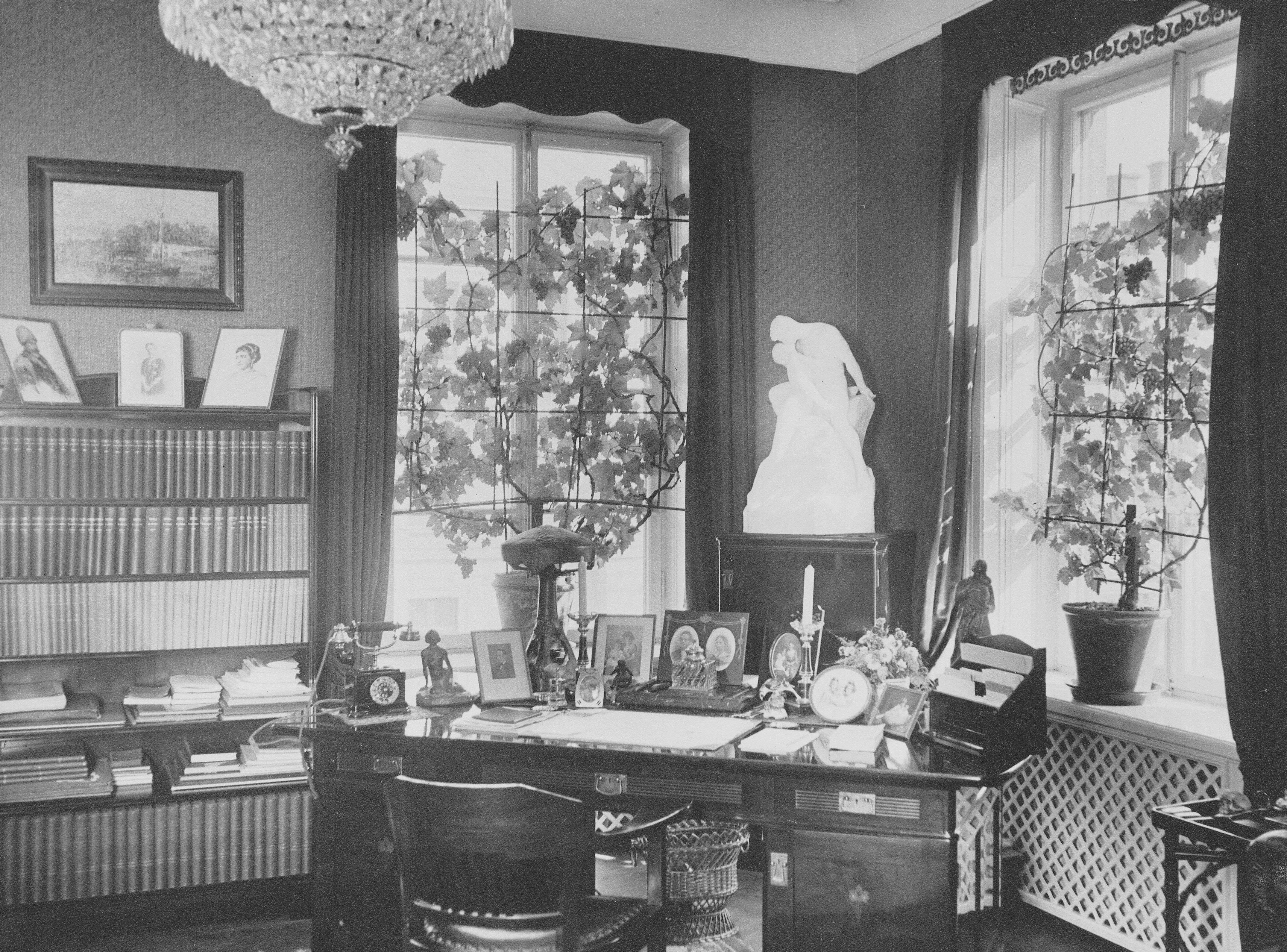
Sjögrens arbetsrum på Bragevägen 1, 1930-tal.

Sjögren ble 1909v filosofie doktor i Uppsala, där han 1912-1921 var docent i geografi och 1913-1921 till större delen uppehöll professuren i geografi, blev 1921 adjunkt vid Statens provskola, Nya elementarskolan i Stockholm, samt medlem av Nordisk familjeboks redaktion.
Han studerade särskilt bebyggelsegeografi samt fjälltrakternas geografi och geologi, deltog i förarbetena till 1910 års geologkongress, varvid han ledde exkursioner till Lappland, samt utgav och fullbordade 1911-24 det av Karl Ahlenius påbörjade verket Sverige, geografisk topografisk statistisk beskrivning.
Förutom ett stort antal turistuppsatser och resehandböcker berörande särskilt Torneträsk och Abisko, utgav han bland annat Geografiska och glacialgeologiska studier vid Torneträsk (akademisk avhandling 1909), Bidrag till Kirunaområdets glacialgeologi (1910), Befolkningsfördelningen i en del af norra Uppland (1913) och Glaciationsgränsen i norra Schwarzwald (1920), Sverige: geografisk beskrivning, del 1, Stockholms stad, Stockholms, Uppsala och Södermanlands län (1929) och del 3, Blekinge, Kristianstads, Malmöhus och Hallands län samt staden Göteborg (1932), Världen runt: geografisk läsebok för skola och hem (1-3, 1942-43) samt skrev en mängd artiklar i Nordisk familjebok.